# Capitol (soap opera)
Capitol è stata una soap opera statunitense creata da Stephen Karpf e Elinor Karpf e prodotta da John Conboy. È andata in onda sulla CBS dal 29 marzo 1982 al 20 marzo 1987. In Italia è stata trasmessa su Rai 2 a partire dal 26 settembre 1983 ed è terminata il 20 giugno 1988, inizialmente dal lunedì al venerdì alle 13.30 e poi in fascia serale. È stata la prima soap opera trasmessa interamente in Italia. Successivamente venne replicata sempre su Rai 2 a partire dall'ottobre 1988 (sempre al lunedì sera, con spostamento poi al pomeriggio e, dal 27 novembre 1989 la mattina alle 8,30). La seconda messa in onda si concluse il 1° marzo del 1991.

## Trama
La soap, ambientata a Jeffersonia, un sobborgo immaginario di Washington, narrava le vicende di due famiglie, i Clegg (repubblicani) ed i McCandless (democratici), rivali in politica da anni che si combattevano dalle poltrone del Congresso degli Stati Uniti d'America. Tra le due famiglie in lotta vi era anche il clan dei Denning (liberali) composto dal senatore Mark, sua moglie Paula (affetta da turbe psichiche) e dalla loro figlia Sloane, giornalista d'assalto, una delle eroine principali della soap.
La rivalità tra le famiglie Clegg e McCandless risaliva agli anni cinquanta quando, durante il periodo del maccartismo, Judson Tyler, patriarca dei McCandless, era stato annientato politicamente da Sam Clegg e da sua moglie Myrna Graves, acerrima rivale della figlia di Judson Tyler, Clarissa, matriarca dei McCandless.
Chiaramente i cliché del genere soap opera sono tutti rispettati: un amore da Romeo e Giulietta (tra la dolce Julie Clegg e l'aitante Tyler McCandless), un congressman innamorato di una squillo (il rampollo Trey Clegg e Kelly Harper), triangoli amorosi (tra Tyler, Julie e Sloane). Vi sono anche vicende simil poliziesche, di spionaggio politico e intrighi internazionali.

## Accoglienza
La soap è approdata nei primi anni ottanta nel primo pomeriggio di Rai 2 che trasmetteva due episodi al giorno (presentati però come episodio singolo), visti i risultati, l'ha successivamente spostata nella più prestigiosa fascia preserale, con in più anche un appuntamento settimanale in prime time (con quattro episodi uniti insieme) al lunedì (stesso tipo di programmazione poi utilizzato dalla rete anche con Beautiful). Le trame della soap, caratterizzate in alcuni frangenti da vicende di spionaggio e geopolitica internazionale, appassionarono molto gli spettatori italiani: l'audience in Italia crebbe in continuazione (si passò da poco meno di un milione di spettatori della prima puntata a circa quattro milioni delle ultime puntate)
Negli Stati Uniti invece la soap non riuscì mai a raggiungere alti picchi di audience, tanto da risultare una delle soap opera meno seguite del day-time televisivo statunitense, tant'è che, alla fine del 1986, la CBS decise di cancellarne la messa in onda. I creatori dI Capitol, in polemica con il network per tale decisione (in quanto negli ultimi tempi la soap era a loro dire in costante crescita d'audience) decisero, nonostante avessero parecchie settimane ancora a disposizione, di non dare una conclusione definitiva alla soap (forse nella speranza di un ripensamento da parte dei vertici della CBS), decidendo dunque di chiudere il serial con un cliffhanger, in cui Sloane viene portata davanti ad un plotone di esecuzione in un piccolo stato immaginario del medio oriente (il Baraq), senza però far sapere se l'esecuzione avesse avuto luogo o meno: tale finale aperto lasciò l'amaro in bocca ai fan della soap (specialmente quelli italiani). Arrivarono lettere di protesta alla direzione di Rai 2, e fu realizzato uno speciale dopo l'ultima puntata intitolato Serata Capitol condotto da Claudio G. Fava con la partecipazione di Angiolina Quinterno e Valeria Valeri (rispettivamente voci italiane dei personaggi di Myrna e Clarissa) nel quale i curatori della soap per la Rai cercarono di spiegare ai telespettatori italiani il perché la serie fosse stata "troncata" negli USA senza avere un finale preciso.
Negli Stati Uniti l'ultima puntata della soap opera, la numero 1265 (per gli italiani la numero 584 a causa della messa in onda degli episodi condensati), fu trasmessa venerdì 20 marzo 1987; dal lunedì successivo lo spazio lasciato libero da Capitol fu occupato da una nuova soap opera destinata in seguito a divenire un successo planetario tutt'oggi in produzione: Beautiful.
Il doppiaggio italiano della soap era eseguito dalla C.V.D. ed era curato prima da Fiorella Lozzi ed in seguito da Tullia Ferrero per Rai 2.